# Huangjindong (sockenhuvudort i Kina, Hubei Sheng, lat 29,95, long 109,08)
Huangjindong (kinesiska: 黄金洞, 黄金洞乡) är en sockenhuvudort i Kina. Den ligger i provinsen Hubei, i den centrala delen av landet, omkring 500 kilometer väster om provinshuvudstaden Wuhan. Antalet invånare är 16 419. Befolkningen består av 8 384 kvinnor och 8 035 män. Barn under 15 år utgör 20,0 %, vuxna 15-64 år 66 %, och äldre över 65 år 13,0 %.
Runt Huangjindong är det ganska tätbefolkat, med 149 invånare per kvadratkilometer. Närmaste större samhälle är Shengjiaba, 14,2 km öster om Huangjindong. I omgivningarna runt Huangjindong växer i huvudsak blandskog.
Genomsnittlig årsnederbörd är 1 647 millimeter. Den regnigaste månaden är september, med i genomsnitt 269 mm nederbörd, och den torraste är december, med 17 mm nederbörd.